# Девитт, Джон
Джо́н То́мас Деви́тт (англ. John Thomas Devitt) — австралийский пловец, двукратный олимпийский чемпион (1956, 1960).

## Биография

### Спортивная карьера
На чемпионате Австралии 1956 года Девитт успешно прошёл олимпийский отбор для участия на Олимпиаде 1956 года в Мельбурне. В заплыве 100 метров вольным стилем он завоевал серебро, что помогло австралийцам занять весь пьедестал (двумя другими призёрами были Джона Хенрикса и Гари Чэпмэна). На тех же Играх в составе эстафетной четвёрки участвовал в заплыве 4×200 метров вольным стилем, где австралийцы завоевали золото.
На Играх Содружества наций 1958 года Девитт завоевал три золотые медали в трёх дисциплинах. Спустя два года, на Олимпиаде 1960 года, завоевал золото в заплыве 100 метров вольным стилем, придя к финишу одновременно с американцем Лэнсом Ларсоном. Судьи после 10-минутного совещания отдали золото Девитту, который по их мнению первым коснулся стенки бассейна на финише. На Играх в Риме он также в составе эстафетной четвёрки участвовал в заплыве 4×200 метров вольным стилем, где австралийцы завоевали бронзу.
Всего за время спортивной карьеры Девитт стал чемпионом Австралии 13 раз и побил 14 мировых рекордов.

### Дальнейшая жизнь
По окончании карьеры занимался бизнесом в компании по производству купальников Speedo, а затем основал вместе с Терри Гатерколом собственную компанию по производству плавательного снаряжения.
В последующие годы работал в Олимпийском комитете Австралии и был одним из организаторов заявки Сиднея на проведение Летней Олимпиады 2000 года.

### Признание
В 1979 году был принят в Зал славы мирового плавания, а в 1986 году был принят в Зал спортивной славы Австралии.
В 1989 году был награждён Орденом Австралии.
В 2000 году получил Австралийскую спортивную медаль.

### Смерть
Скончался 17 августа 2023 года в Сиднее после продолжительной болезни в возрасте 86 лет.